# Battaglia di Skaithmuir
La battaglia di Skaithmuir fu un episodio delle guerre d'indipendenza scozzesi che venne combattuto nel febbraio del 1316, tra le forze scozzesi e quelle inglesi, nei pressi di Coldstream, in Inghilterra settentrionale. La schermaglia ebbe come protagonisti il capitano scozzese Sir James Douglas, e un'armata inglese proveniente da Berwick upon Tweed. Gli inglesi manifestarono non poche difficoltà ad ottenere dei rifornimenti da Berwick dopo che gli scozzesi ebbero ottenuto i territori precedentemente invasi dagli inglesi che quindi si trovavano alla fame. Sotto la guida di Edmond Caillou, un cavaliere guascone, circa 80 uomini partirono da Berwick per un raid a  Teviotdale dal quale trarre principalmente bestiame. Douglas, essendo stato informato di queste intenzioni da parte dei suoi nemici. Douglas ottenne e Caillou venne ucciso. Douglas successivamente ebbe a dichiarare che fu uno dei combattimenti più duri della sua carriera. Gli scozzesi sotto Douglas e Thomas Randolph si portarono invece alla presa di Berwick nell'aprile del 1318.